# Barfuß bis zum Hals
Barfuß bis zum Hals ist eine deutsche Filmkomödie aus dem Jahr 2009. Der Fernsehfilm wurde am 15. September 2009 auf Sat.1 erstausgestrahlt und erreichte dabei insgesamt 5,07 Millionen Zuschauer (16,9 Prozent Marktanteil). Bei den 14- bis 49-jährigen Zuschauern lag der Marktanteil bei 20,3 Prozent (2,59 Millionen Zuschauer).

## Handlung
Ein FKK-Gelände in Brandenburg mit Badesee und ansässigem Freizeitverein Sportgemeinschaft Freiheit wurde verkauft. Der neue Besitzer Dieter Lohe, ein konservativer Textilunternehmer aus Bayern, besichtigt mit seiner Tochter Natalie sein neues Eigentum, das er als Jagdrevier nutzen möchte und für einen normalen Campingplatz hält. Aus Angst, ihren Pachtvertrag zu verlieren, verstellen sich die Mitglieder des Vereins während Lohes Anwesenheit und laufen bekleidet herum. Jakob Steiner, der Sohn des Geländepächters, verweigert sich der FKK-Tradition der Familie und liegt darüber im Streit mit seinem Vater. Jakob freundet sich mit Lohes Tochter an. Lohe kommt den verkleideten FKKlern auf die Schliche, und erst nach einigen Verwicklungen arrangieren sich die Beteiligten miteinander.

## Kritik
Blickpunkt:Film bezeichnet Barfuß bis zum Hals als „Humorvolle Komödie über Gegensätze und Gemeinsamkeiten von freigeistigen Ossis und konservativen Wessis, überzeugten Nudisten und prüden ‚Textilern‘.“
Christian Buß schreibt in Spiegel Online: „Was zuerst wie ein Privatfernseh-Gimmick wirkt, entpuppt sich als kluge Komödie, die mit unseren Sehgewohnheiten spielt. […] Der Freikörperkult wird hier als letzter Rest von Ost-Identität in Szene gesetzt, der nun vom Westen vereinnahmt zu werden droht. […] Dass [dies] aufgeht, liegt auch an der Feinzeichnung der Figuren. Besonders in Vater Helmut zeigt sich, wie das Ausziehen glaubhaft zum umfassenden Lebensentwurf werden kann. […] Die Geschichte hätte leicht zur Farce werden können. Dass sie es nicht geworden ist, liegt auch an Hauptdarsteller Martin Brambach […], ein Großer, aber leider auch ein Namenloser des deutschen Kinos.“

## Auszeichnungen
- 2010

- Deutscher Comedypreis in der Kategorie Beste TV-Komödie
- Nominierung für den Adolf-Grimme-Preis in der Kategorie Fiktion
- Nominierung für den Deutschen Fernsehpreis in der Kategorie Bester Fernsehfilm